# Чикагская епархия УГКЦ
Чикагская епархия УГКЦ или  Епархия святого Николая в Чикаго  (лат. Philadelphiensis Ucrainorum, укр. Чиказька єпархія святого Миколая УГКЦ) — епархия Украинской грекокатолической церкви с центром в городе Чикаго, США. Епархия святого Николая в Чикаго входит в Филадельфийскую митрополию. Кафедральным собором Чикагской епархии является собор святого Николая.
Крупными украинскими греко-католическими храмами на территории епархии являются также собор святых Владимира и Ольги и церковь святого Иосифа Обручника, расположенные в Чикаго.

## История
14 июля 1961 года Римский папа Иоанн XXIII издал буллу Byzantini ritus, которой учредил епархию святого Николая в Чикаго Украинской грекокатолической церкви, выделив её из Филадельфийской архиепархии.

## Ординарии епархии
- епископ Ярослав Габро (14.07.1961 — 28.03.1980);
- епископ Иннокентий Илларион Лотоцкий (22.12.1980 — 2.07.1993);
- епископ Михаил Вивчар (2.07.1993 — 29.11.2000) — назначен епископом Саскатуна;
- епископ Ричард Семинак (25.03.2003 — по настоящее время).

## Источник
- Annuario Pontificio, Libreria Editrice Vaticana, Città del Vaticano, 2003, ISBN 88-209-7422-3
- Енциклопедія українознавства. У 10-х т. / Гол. ред. Володимир Кубійович. — Париж; Нью-Йорк: Молоде Життя, 1954—1989.
- Булла Byzantini ritus, AAS 54 (1962), стр. 493 (лат.)